# アラー・ウッディーン・シカンダル・シャー
アラー・ウッディーン・シカンダル・シャー（Ala ud-Din Sikandar Shah, 生年不詳 - 1394年）は、トゥグルク朝の第7代君主（在位：1394年）。第6代君主ナーシルッディーン・ムハンマド・シャーの息子。

## 生涯
1394年、父ナーシルッディーン・ムハンマド・シャーが死んだために即位した。
だが、同年にシカンダル・シャーも死亡し、ナーシルッディーン・マフムード・シャーが継いだ。
だが、間もなく宮廷勢力が2派に分かれ、一方はマフムード・シャーを、もう一方はナーシルッディーン・ヌスラト・シャーを擁立して抗争を始めた。